# Pycnophyllum mucronulatum
Pycnophyllum mucronulatum är en nejlikväxtart som beskrevs av Johannes Mattfeld. Pycnophyllum mucronulatum ingår i släktet Pycnophyllum och familjen nejlikväxter. Inga underarter finns listade i Catalogue of Life.